# Секст Цецилий Максим
Секст Цецилий Максим (на латински: Sextus Caecilius Maximus) e политик и сенатор на Римската империя през 2 век.
През 153 г. Максим е суфектконсул заедно с Марк Понтий Сабин.